# نينجالا
نينجالا (بالإنجليزية: Ninjala)‏ هي لعبة فيديو أكشن جماعية مجانية، صدرت اللعبة في 24 يونيو 2020 على منصة نينتندو سويتش.